# 60. pr. Kr.
◄ | 2. stoljeće pr. Kr. | 1. stoljeće pr. Kr. | 1. stoljeće | ►
◄ | 90-ih pr. Kr. | 80-ih pr. Kr. | 70-ih pr. Kr. | 60-ih pr. Kr. | 50-ih pr. Kr. | 40-ih pr. Kr. | 30-ih pr. Kr. | ►
◄◄ | ◄ | 63. pr. Kr. | 62. pr. Kr. | 61. pr. Kr. | 60 pr. Kr. | 59. pr. Kr. | 58. pr. Kr. | 57. pr. Kr. | ► | ►►
Astronomija
60. godina prije Krista je bila godina predjulijanskog rimskog kalendara. U tom vremenu je bila poznata kao Godina konzulata Metella Celera i Afraniusa (ili, rjeđe, 694. godine Ab urbe condita ). Oznaka 60. pr. Kr. se za ovu godinu koristi od ranosrednjovjekovnog razdoblja, kada je kalendarska era Anno Domini postala prevladavajuća metoda u Europi za imenovanje godina.

## Događaji

### Po mjestu

#### Rimska Republika
- Gaj Julije Cezar guši ustanak i osvaja cijelu Luzitaniju za Rim .
- Stvaranje Prvog trijumvirata, neformalnog političkog saveza između Julija Cezara, Pompeja Velikog i Marka Licinija Krasa (ili 59. pr. Kr.).

#### Sirija
- Seleukidsko carstvo završava s ubojstvom posljednja dva cara po naredbi iz Rima.

#### Kina
- Vlada dinastije Han uspostavlja Protektorat zapadnih regija, najviše vojno mjesto vojnog zapovjednika na zapadnoj granici (Tarimska zavala).

## Rođenja
- (oko 60. pr. Kr.) - Curia, supruga Kvinta Lukrecija Vespila
- Ptolomej XIV., kralj[nedostaje izvor] (faraon) Egipta (ili 59. pr. Kr.), Kleopatrin brat
- (oko 60. pr. Kr.) - Trifun, grčki gramatičar

## Smrti
- Aretas III Philhellen, kralj Nabateje (približni datum)
- Su Wu, kineski diplomat i državnik (* 140. pr. Kr.)

## Vanjske poveznice
|  | Zajednički poslužitelj ima još gradiva o temi 60. pr. Kr. |